# جين يو
جين يو (بالإنجليزية: Gene Yu)‏ هو جندي وكاتب أمريكي، ولد في 26 أكتوبر 1979.